# Wiesen-viadukten
Wiesen-viadukten (tysk: Wiesener Viadukt) er en ensporet jernbaneviadukt af limsten over floden Landwasser sydøst for Wiesen i Schweiz i kantonen Graubünden.
Viadukten, der er bygget i beton beklædt med kalksten, er tegnet af daværende chefingeniør for Rhätische Bahn (RhB), Henning Friedrich.
Viadukten blev bygget i perioden 1906-1909. Viadukten er en vigtig del af jernbanen mellem Davos og Filisur. 
Viadukten er 88 meter høj og 204 meter lang. 

## Galleri
- Tog over viadukten.
- Tog over viadukten.
- Sommerudsigt.
- Udsigt fra Jenisbergstrasse.

46°41′40″N 9°42′46″Ø / 46.6944°N 9.7128°Ø